# La Plata County
La Plata County je okres ve státě Colorado v USA. K roku 2010 zde žilo 51 334 obyvatel. Správním městem okresu je Durango. Celková rozloha okresu činí 4 403 km².